# S Tennis Masters Challenger 1996
L'S Tennis Masters Challenger 1996 è stato un torneo di tennis facente parte della categoria ATP Challenger Series nell'ambito dell'ATP Challenger Series 1996. Il torneo si è giocato a Graz in Austria dal 19 al 25 agosto 1996 su campi in terra rossa.

## Vincitori

### Singolare
Juan Albert Viloca ha battuto in finale  Dominik Hrbatý con il punteggio di 6–7, 6–2, 6–2

### Doppio
Pablo Albano /  László Markovits hanno battuto in finale  Cristian Brandi /  Filippo Messori con il punteggio di 6–4, 6–1